# Abou Abdallah al-Qaim
Pour les articles homonymes, voir Al-Qa'im et Al-Mahdi.
Abû `Abd Allah Muhammad al-Mahdî al-Qâ'im bi-'Amr Allah surnommé al-Qâ'im bi-'Amr Allah (celui qui applique la volonté de Dieu) et al-Mahdî (le Mahdi) est à l'origine de la dynastie saadienne du Maroc. Il est né vers 1460 et décédé en 1517.
Il serait d'origine arabe et prétend au titre de Chérif en tant que descendant du prophète Mahomet et de son petit-fils Hassan ben `Alî, fils aîné d'Ali et Zahra. Cette parenté prestigieuse qui était admise par tous à l'époque, a été mise en cause par les détracteurs des Saadiens au XVIIe siècle ; il se pourrait alors qu'ils descendent non pas de Mahomet mais de sa nourrice Halima de la tribu des Banî Sa`d d'où viendrait le nom Saadiens donné à la dynastie.

## Dans la culture
Dans son roman Léon l'Africain, Amin Maalouf fait référence à un personnage inspiré de Abou Abdallah al-Qaim nommé Hassan "le furet". Ce dernier rencontre le héros au cours de sa jeunesse à Fès et empruntera ensuite le même chemin que Abou Abdallah al-Qaim.